# Pod njenim oknom
Pod njenim oknom é um filme de drama esloveno de 2003 dirigido e escrito por Metod Pevec. Foi selecionado como representante da Eslovênia à edição do Oscar 2004, organizada pela Academia de Artes e Ciências Cinematográficas.

## Elenco
- Polona Juh - Duša
- Marijana Brecelj - Vanda
- Saša Tabaković - Jasha
- Robert Prebil - Boris
- Zlatko Šugman - Grandfather
- Jožica Avbelj - Joži
- Andrej Nahtigal - Mirko
- Primož Petkovšek - Tone
- Tijana Zinajić - Meta
- Lotos Vincenc Šparovec - Astrologista